# سندی تام
الکساندریا «ساندی» تام (‎/tɒm/‎) (زاده ۱۱ اوت ۱۹۸۱) یک خواننده، ترانه‌سرا و نوازنده چند ساز اسکاتلندی از بنف، اسکاتلند است.
تام در طول دوران حرفه ای خود شش آلبوم استودیویی منتشر کرده‌است، لبخند … مردم را گیج می‌کند (۲۰۰۶)، صورتی و لیلی (۲۰۰۸)، بازرگانان و دزدها (۲۰۱۰)، گوشت و خون (۲۰۱۲)، مجموعه جلدها (۲۰۱۳) و ارواح (۲۰۱۹).
تام در بنف به دنیا آمد. او در کالج رابرت گوردون در آبردین تحصیل کرد. تام سه سال را صرف نواختن پیانو و آواز خواندن در گروهی از گوردون در آبردین شایر کرد.